# ラントヴェーア (軍事)

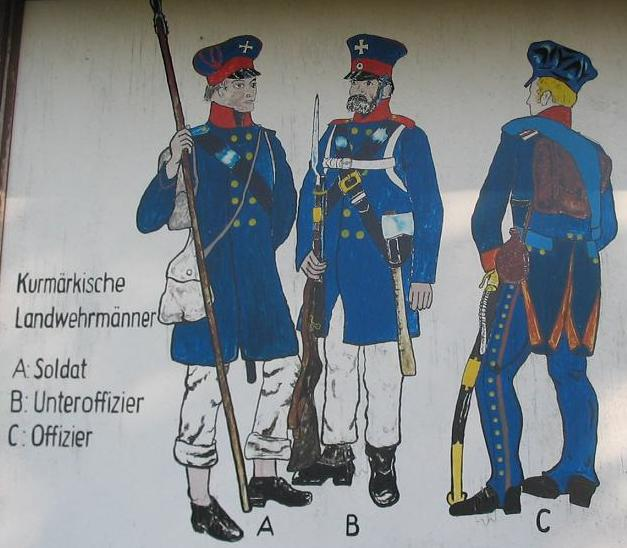
プロイセン領クールマルクのラントヴェーア（1813年）。左から兵、下士官、将校が描かれている。

ラントヴェーア[1]（独: Landwehr）とは時代や地域によって異なる意味を持つ、ドイツ語圏の役種である。

## ドイツ

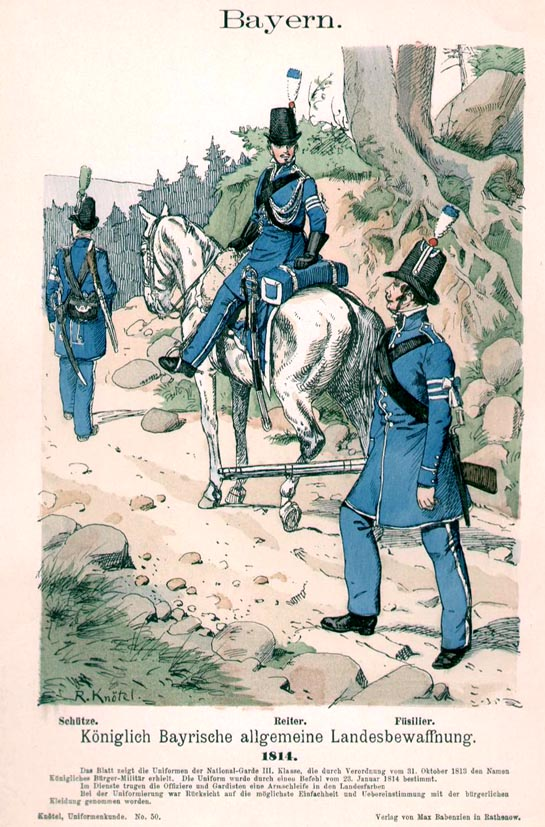
バイエルン王国の一般国家武装隊（1814年）。左から銃兵、騎乗兵、フュージリアー。

ラントヴェーアとは、常備軍と並ぶ軍種であった。諸邦では、時代によって「ラントミリーツ（Landmiliz）」あるいは「ラントシュトゥルム (Landsturm) 」[1]という役種も存在する。
1813年以降、プロイセン王国、ハノーファー王国、ヘッセン選帝侯領その他のドイツ諸邦ではラントヴェーアの導入が、初の徴兵制度となった。
しかし他の領邦において、ラントヴェーアの設立とは義勇兵（ラントシュトゥルムや義勇軍、志願猟兵）や民兵の募集と同等のものであった。

### バイエルン王国
バイエルン軍 (Bavarian Army) では予備役の一部を「ラントヴェーア」と呼称した。すでに1809年からバイエルン正規軍と並んで、動員軍（Mobile Legionen）が存在している。1814年には、「一般国家武装隊（allgemeine Landesbewaffnung）」として第3級市民軍（Bürgermilitär III. Klasse）の動員が実現した。

### リューベックとその他のハンザ都市

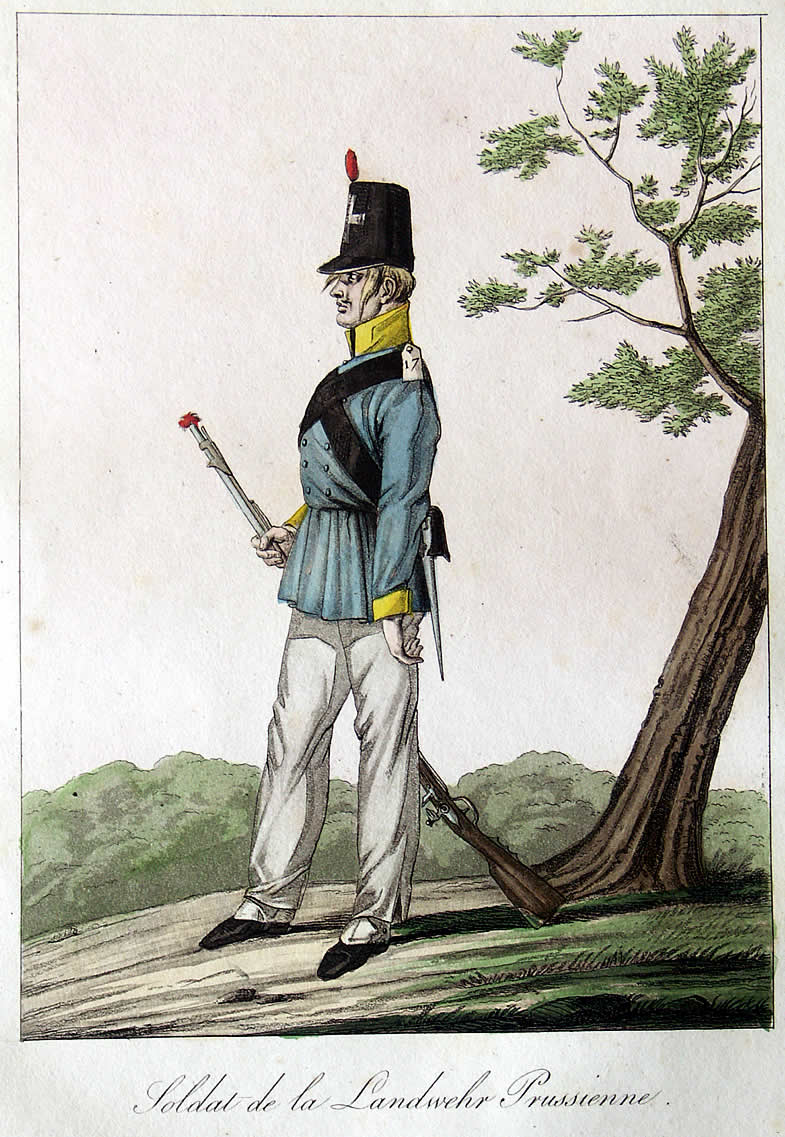
プロイセン軍のラントヴェーア兵（1815年）。シャコー帽はイギリスの物で、白いラントヴェーア十字章が付いている。

リューベックのラントヴェーアは上記の慣例と異なり、 「ラントシュトゥルム」と呼ばれ、市の周辺部の領域でリューベック市民軍 (de:Lübecker Bürgergarde) の部隊として機能した。他のハンザ諸都市でも1813年以降、イギリス製やロシア製の装備を利用し、ハンブルク市民軍 (de:Hamburger Bürgergarde) （1815年以降はHamburger Bürgermilitär）、ハンザ市民軍（Hanseatische Bürgergarde、1813年にイギリス軍のシャコー帽を装備し、メクレンブルク (Mecklenburg) で創設。）、あるいはハンザ義勇軍 (de:Hanseatische Legion) （1813年10月に設立）のような非正規部隊を創設している。

### プロイセン王国

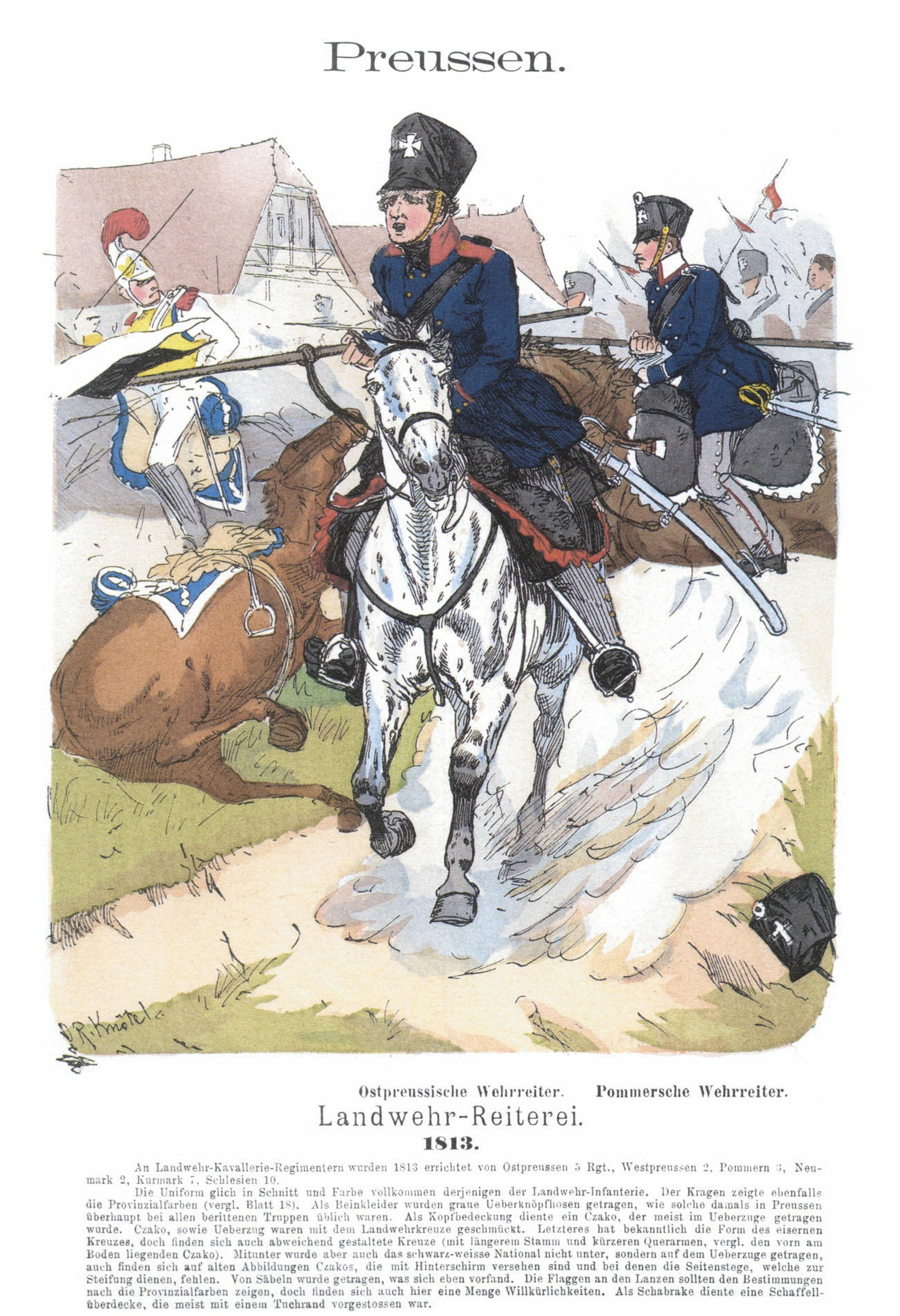
1813年のラントヴェーア騎兵。左が東プロイセン、右奥がポンメルンの所属。

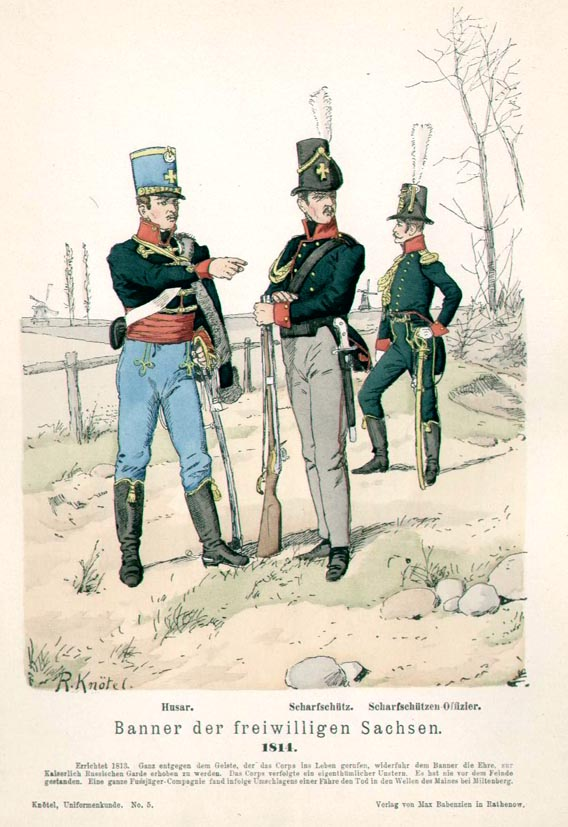
1814年のザクセン義勇軍。左からユサール、狙撃兵卒、狙撃兵将校

プロイセン王国ではシャルンホルストの構想（プロイセン王国の軍制改革 (de:Preußische Heeresreform) ）の下、1813年3月17日にラントヴェーアが導入された。これには17歳から40歳までの、兵役義務があり正規部隊に徴兵されていないか、義勇兵として勤務していた者が参加した。また人口密度に応じて、兵役義務を有する者の数が各地域に割り振られている。志願兵の数が足りない場合は、くじに応じて新兵を徴募し、欠員を補った。解放戦争の時代、これらのラントヴェーア部隊は戦時にのみ召集されていたが、正規部隊と同等に扱われた。ラントヴェーア歩兵の装備と武器は1813年から1815年までの初期、かなり不足しており、しばしばパイクや戦斧が支給されている。また、これらの兵の多くは靴を履いていなかった。
ラントヴェーア騎兵は1816年まで、原則として槍しか装備していない。数多くのプロイセン軍 (Prussian Army) ラントヴェーア歩兵および騎兵連隊は当時、出身地に応じて番号を与えられていた。また軍服の襟、袖とシングルボタンのリテウカ (de:Litewka) 、そして軍帽の標識色 (Facing colour) は地方によって次のように分かれていた。
- 黄色: シュレージエン
- 白: ポンメルン
- 黒: 西プロイセン
- モーンロート（ケシのような赤）: 東プロイセン、クールマルク (Kurmark) 、ノイマルク (Neumark)
- 空色: エルベ州 (de:Elbprovinz) /マクデブルク
- 緑色: ヴェストファーレン
- 茜色: ライン諸州 (Rheinprovinz)  （1815年6月以降）

プロイセン軍のラントヴェーア歩兵連隊では、肩章の色が所属大隊を表していた（第1大隊は白、第2大隊は赤、第3大隊は黄色）。加えてしばしば、所属連隊の番号が添えられていた[2]。
プロイセン軍のラントヴェーアには、リュッツォウ義勇部隊やロシア＝ドイツ義勇軍 (Russian–German Legion) のように1813年以降、ドイツロマン主義の著名な詩人が勤務していた。例えばテオドール・ケルナー (Theodor Körner (author)) 、エルンスト・モーリッツ・アルント、ヨーゼフ・フォン・アイヒェンドルフやヴィルヘルム・スメッツ (de:Wilhelm Smets) である。
1848年から1849年にかけての騒乱が過ぎると、左翼共和主義者はラントヴェーアに大きな期待を寄せ[3]、その民主化に努力を傾けさえした。しかしラントヴェーアは1858年の軍制改革の中で弱体化される。これはプロイセン憲法闘争 (de:Preußischer Verfassungskonflikt) に繋がった。

### ザクセン王国
ザクセン軍 (Royal Saxon Army) では1814年から1815年にかけて、義勇ザクセン軍旗団 (de:Banner der freiwilligen Sachsen) が創設され、ヘッセンやアンハルト (Anhalt) のラントヴェーア同様、ラントヴェーア十字章を身に帯びた。しかし、これは義勇部隊の一つである。この他に、プロイセン軍を手本としたラントヴェーアも創設された。また1814年から1815年にかけて、ザクセン王国臨時歩兵旅団（Königlich sächsische provisorische Infanterie-Brigade）が存在し、ライン同盟以来の黄色い折り返し (de:Rabatte) が付いた白い制服を着用して、プロイセン軍の指揮に従った。
さらに「ザクセンのラントヴェーア（sächsische Landwehr）」も存在した。

### ザクセン＝ヴァイマール＝アイゼナハ大公国

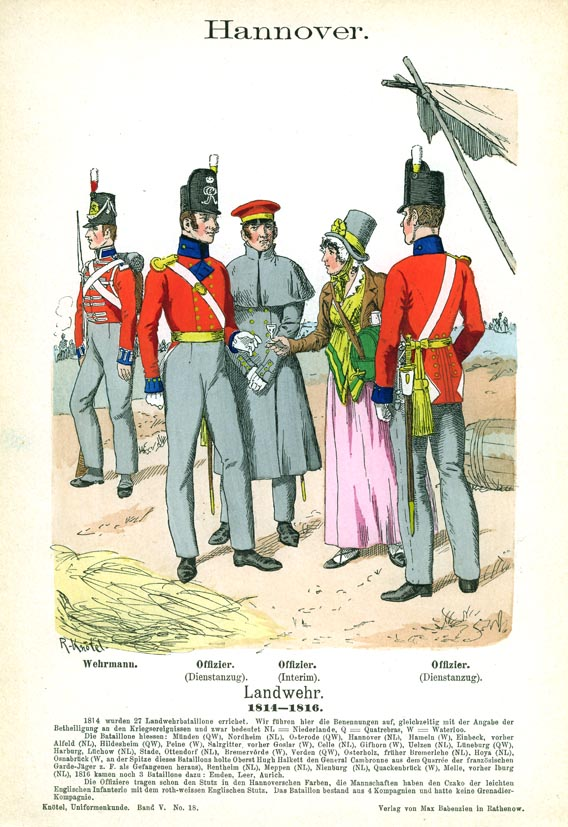
ハノーファー王国のラントヴェーア（1814年-1816年）。左から兵卒、常装の将校、暫定装の将校、常装の将校

ザクセン＝ヴァイマール＝アイゼナハ大公国でも1814年、義勇猟兵部隊（黒い制服、金色の標識色、金色のラントヴェーア十字章を付けた軍帽）とラントシュトゥルムの歩兵および騎兵部隊（暗緑色のリテウカと赤の標識色）が創設されている。

### ヴュルテンベルク王国
ヴュルテンベルク王国では当初、「ラントヴェーア」、「ラントミリーツ」、「ラントシュトゥルム」および「ランデスアウスシュス」[1]という呼称が同時に同じ意味で用いられていた。該当する部隊は様々な時代、平時にのみ召集されたが、中には戦時（仏蘭戦争、プファルツ継承戦争、フランス革命戦争中の1792年から1795年、第5対仏大同盟戦争および第6次対仏大同盟戦争）に創設されたものもあった。1871年から1918年までは、ドイツ帝国の関連法規が適用されている。
ヴュルテンベルク軍（ドイツ語版）も参照のこと。

### ハノーファー王国
ウィーン会議を経て成立したハノーファー王国の、新たに創設された軍では戦列歩兵の7個野戦大隊および1個猟兵軍団と並んで、何よりも数多くのラントヴェーア歩兵大隊が編成された。これらはイギリス軍の制服を着用し、同軍の正規歩兵連隊とともにカトル・ブラの戦い (Battle of Quatre Bras) やワーテルローの戦いに投入されている。これらラントヴェーアは大隊単位で編成され、出身地の地名を冠していた。例えば「ブレーマーフェルデ」、「ツェレ」、「ハーメルン」、「ヒルデスハイム」、「ホーヤ」、「ギフホルン (Gifhorn) 」、「ゴスラー (Goslar) 」、「リューネブルク」[2]、「ニーンブルク」、「オスナブリュック」、「オステローデ (Osterode) 」、「パイネ (Peine) 」、「ザルツギッター」、「フェルデン」などである[2]。
後には他のドイツ諸邦と同様、予備役の一部を「ラントヴェーア」と呼称した。

### ヘッセン＝カッセル選帝侯領

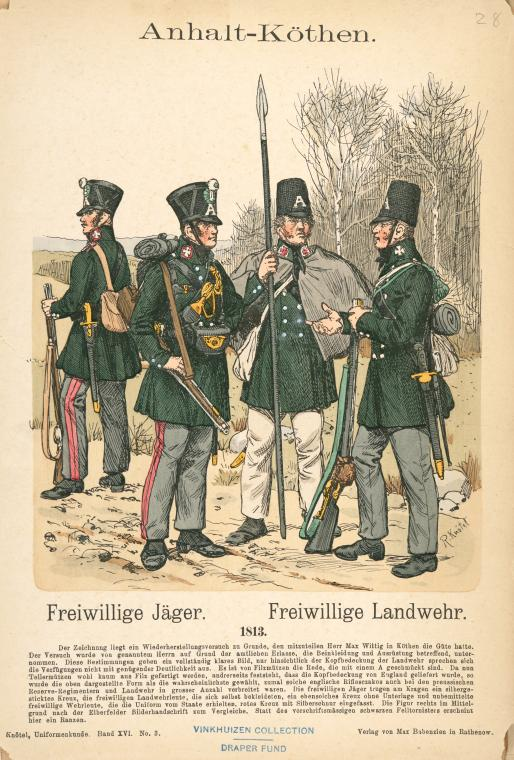
アンハルトの義勇猟兵とラントヴェーア（1813年）。

1814年、新たに成立したヘッセン＝カッセル選帝侯領 (Electorate of Hesse) では同年、義勇猟兵部隊および2個ラントヴェーア歩兵連隊（ダブルボタンの青いリテウカを着用する。第1大隊の標識色は黄色、第2大隊は赤（もしくは黒）[4]。またカバーをかけ、白いラントヴェーア十字をあしらったライン同盟以来のシャコー帽を採用した。）を創設した。

### メクレンブルク＝シュトレーリッツ公国
1814年、メクレンブルク＝シュトレーリッツ公国でラントヴェーア歩兵部隊が創設された。制服として左の上腕部分に赤い十字を縫い付けた、シングルボタンの青いリテウカを着用し、プロイセン風のラントヴェーア用シャコー帽を被っている[5]。

### アンハルトの各公国とテューリンゲンの諸邦
1813年以降、様々な義勇部隊が創設された。例えばアンハルト＝ケーテン公国では襟に白いラントヴェーア十字をあしらう緑色のリテウカを着用し、プロイセン軍のラントヴェーア連隊や予備歩兵部隊でも採用された、大きな「A」をあしらうイギリスの「煙突（Stovepipe）」形シャコー帽を採用している[6]。

### 北ドイツ連邦および1918年以前のドイツ帝国
1867年11月9日、北ドイツ連邦の領域でラントヴェーアの創設が決まると1871年4月16日にはドイツ国憲法第2条に基づき、この決定がドイツ帝国全域に伝播した。
常備軍で3年の現役期間を満了すると、兵役義務を持つ者は2年間の予備役に回される。続いてその者は、ラントヴェーアに勤務することとなった。その動員態勢は二種類に分かれていた[7]。
- 第1種動員態勢：兵役義務を有する者は、5年間勤務する。
- 第2種動員態勢：兵役義務を有する者は、3年間勤務する。

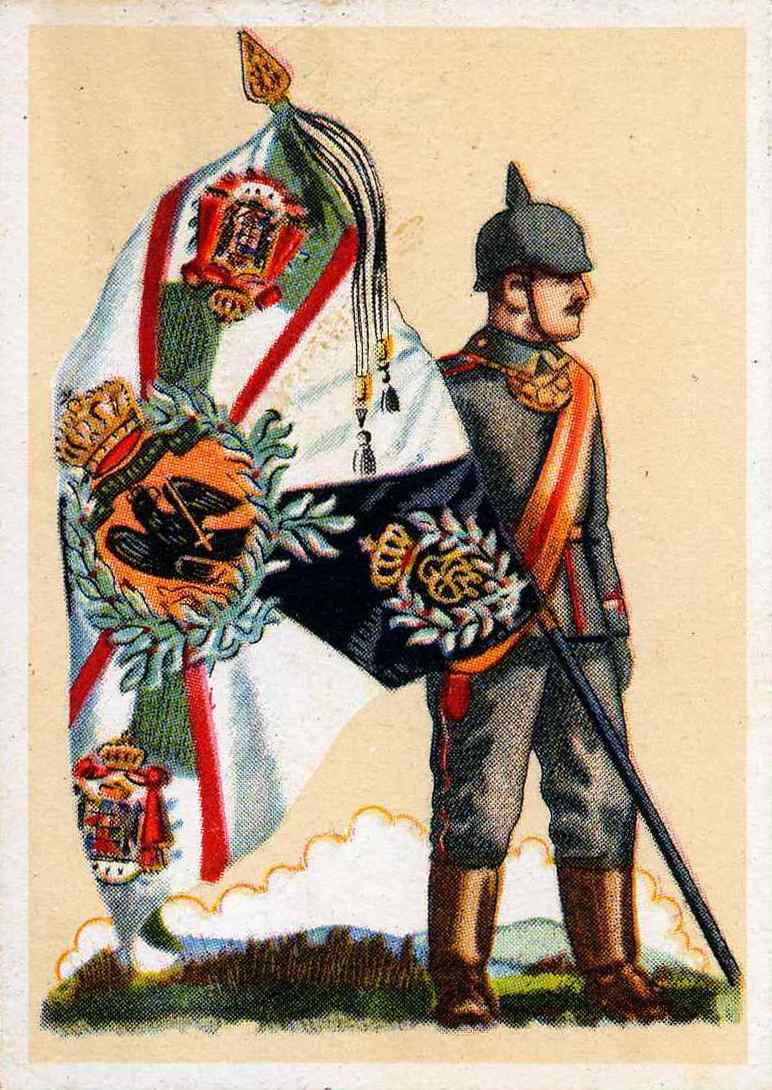
第93ラントヴェーア連隊（アンハルト、1913年頃）

第1種動員態勢においては年に2回、1週間から3週間の訓練（演習）に参加するものとされた。第2種動員態勢では第1種動員態勢の満了後、年に1回の訓練に参加する。
ラントヴェーアでの兵役義務は、該当者が40歳となる暦年の3月31日に終了する。その後、61歳の誕生日を迎えるまでは兵役に就いたか否かを問わず、ラントシュトゥルムに所属した。しかし、これは直接的な危機でなければ召集されないこととされ、所属者には訓練も課せられていない。
ラントヴェーアの士官はほとんどの場合、一年志願制度 (de:Einjährig-Freiwilliger) の予備役将校団から採用された[8]。
第1次世界大戦の間、数多くのラントヴェーア歩兵旅団やラントシュトゥルムの部隊（ラントシュトゥルム歩兵連隊や大隊）が召集を受け、投入されている。
同大戦が終わると、ラントヴェーアはヴェルサイユ条約第173条に基づき廃止された。
ドイツ帝国陸軍（ドイツ語版）も参照のこと。

### 1933年から1945年までのドイツ国
1935年5月21日の国防法に基づき、ラントヴェーアは再建された[9]。1936年の計画では、1938年までに21個のラントヴェーア師団を創設する予定であった。これらは第1次世界大戦に従軍した者（1900年生まれまで）、中でも国防軍が強化される過程で機能を失い解体された、ドイツ国東部の国境警備隊員から構成されることになっていた。
これらの部隊では、兵役義務を有する35歳から45歳（すなわち1894年から1904年生まれ）の者が大半を占めている。1939年の動員において、唯一のラントヴェーア師団として実際に編成されたのは第14ラントヴェーア師団のみである。同師団は1939年12月、第205歩兵師団 (205. Infanterie-Division) に改編された。編成予定の他の部隊は第3編成 (de:Aufstellungswelle) の師団として召集されている。
第2次世界大戦で、これらの師団は戦力の乏しさから郷土を離れずに運用された。何よりも装備が足りておらず、制服、靴、炊事器具、ヘルメットの不足から当初は、ほとんどの兵員が私服のまま、適宜腕章を付けて勤務せざるを得ないほどであった[10]。

## オーストリア

### オーストリア＝ハンガリー帝国
かつてのオーストリア＝ハンガリー帝国では共同の国防省 (K.u.k. Kriegsministerium) の管轄下にある軍種を「帝国および王国軍（Kaiserlich und königliche Armee）」、もしくは「共同軍 (Gemeinsame Armee) 」と呼称した。さらに「帝国および王国ラントヴェーア (de:Kaiserlich und königliche Landwehr) 」と「ハンガリー王国ラントヴェーア (de:Königlich ungarische Landwehr) 」が存在した。これらはそれぞれ、ウィーンおよびブダペストの国防省の管轄下に置かれた。

### オーストリア第2共和国
オーストリアでは「72年編制（Heeresgliederung 72）」で「領域防衛構想 (de:Raumverteidigungskonzept) 」の観点から、ラントヴェーアを防衛戦力の一部とする計画があった。このため1978年に創設されたラントヴェーア基幹組織（Landwehrstamm-Organisation）は、1986年までに33個ラントヴェーア猟兵大隊を伴う26個のラントヴェーア連隊（地区）司令部、21個軽装ラントヴェーア大隊（戦闘および防備用）および6個阻止大隊（Sperrbataillon）とそれ以上の数の阻止中隊の設立を意図していた。
後の「92年編制」で、これらのラントヴェーア連隊は12個の猟兵連隊と4個の司令部連隊に改編され、残りのラントヴェーア連隊は解隊された[11]。

## スイス
スイス軍においてラントヴェーアとは、1995年までアウスツーク（Auszug、少壮兵役義務者）やラントシュトゥルムと並んで全ての軍種に共通する年齢区分であった。これに該当するのは、32歳から40歳までの兵役義務者である。純粋に該当者だけで編成されたラントヴェーア部隊の他に、伝令などアウスツークとラントヴェーア、そしてラントシュトゥルムの混成部隊も存在した。

## 文献
- Dorothea Schmidt: Die preußische Landwehr. Militärverlag der Deutschen Demokratischen Republik, Berlin 1981.
- Georg Tessin: Deutsche Verbände und Truppen 1918 – 1938. Biblio-Verlag, Osnabrück 1974, ISBN 3-7648-1000-9
- Hans-Joachim Harder: Militärgeschichtliches Handbuch Baden-Württemberg, Herausgeber Militärgeschichtliches Forschungsamt, Kohlhammer-Verlag, Stuttgart 1987, ISBN 3-17-009856-X